# Otto von Westhoven
Otto Georg Moriz von Westhoven (* 27. Mai 1834 in Simmern; † 1916 in Wiesbaden) war ein deutscher Beamter und Abgeordneter.
Otto von Westhoven, der evangelischer Konfession war, schlug zunächst die Militärlaufbahn ein und trat 1854 in den preußischen Militärdienst. 1857 wurde er Sekondeleutnant und 1866 Premierleutnant. 1870 nahm er als Hauptmann und Kompaniechef am Deutsch-Französischen Krieg teil und erlitt schwere Verwundungen bei Gravelotte. 1874 schied er daher wegen Invadilität aus dem Militärdienst aus.
1873 bis 1875 war er Praktikant bei der preußischen Regierung in Sigmaringen. 1875 bis 1881 war er Oberamtmann im Oberamt Gammertingen, 1881 bis 1883 im Oberamt Hechingen und 1883 bis zu seiner Pensionierung im Oberamt Sigmaringen. 1877–1885 war er Vertreter des Oberamtes Gammertingen Mitglied im Kommunallandtag der Hohenzollernschen Lande. 

## Auszeichnungen
- Eisernes Kreuz II. Klasse
- Kriegsgedenkmünze 1866 und 1870/71
- Hohenzollernsches Ehrenkreuz 3. Klasse
- Orden der rumänischen Krone, Offizierskreuz